# 離散確率分布

0 でない確率をとる確率変数値が有限個の場合は、黒丸に縦棒で表す。

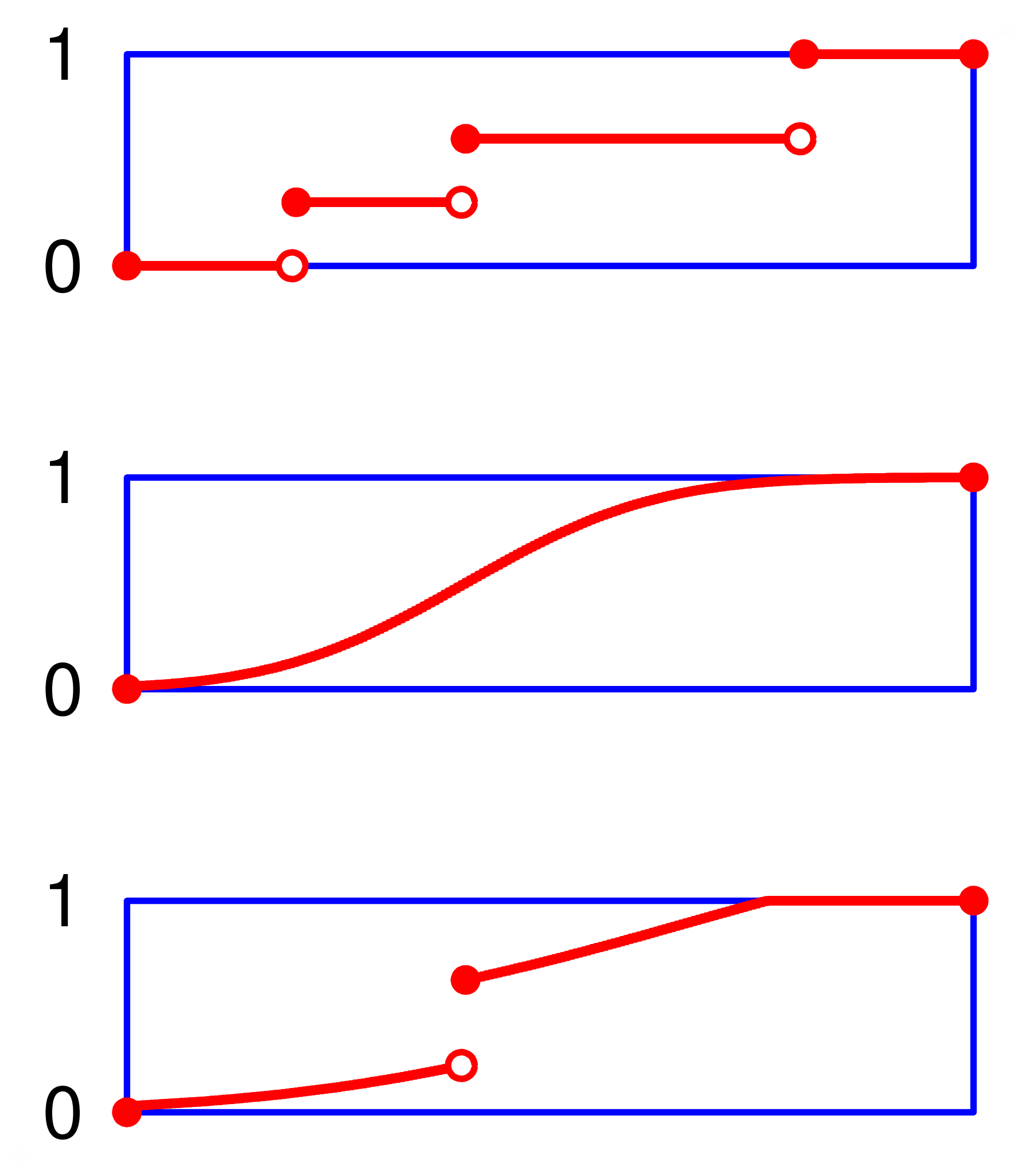
累積分布関数の例。上から順に、離散確率分布、連続確率分布、連続点と離散点があるとき。

離散確率分布（りさんかくりつぶんぷ、英: discrete probability distribution）や離散型確率分布（りさんがたかくりつぶんぷ）は、確率論や統計学において、0 でない確率をとる確率変数値が高々可算個である確率分布のことである。
累積分布関数値が高々可算個であることと同値である。
離散確率分布は確率質量関数に対応する。

## 定義
確率論において確率分布が離散であるとは、0 でない確率をとる確率変数値が高々可算個であること、つまり
{\displaystyle \#\{u\in \mathbb {R} \mid \operatorname {P} (X=u)\neq 0\}\leq \aleph _{0}}
であることである（ℵ0 は可算濃度）。
確率変数が離散型の場合はこれを満たす。
離散確率分布は確率質量関数で表される。
離散確率分布の累積分布関数は階段関数（右連続）になる。
位相幾何学的には、{\displaystyle \mathbb {R} } で、確率が 0 でない確率変数値は全ての点は孤立点であり、それら全てからなる集合は離散集合である。しかし、この可算集合が実数直線上で稠密であるような離散確率変数も存在する。
統計学的モデリングでよく知られた離散確率分布としては、ポアソン分布、ベルヌーイ分布、二項分布、幾何分布、負の二項分布などがある。さらに離散一様分布は、コンピュータプログラムで無作為な選択を行う際によく使われる。

## 代替の説明
上記と等価的に、離散型確率変数をその累積分布関数がジャンプ不連続によってのみ増加するような確率変数と定義することもできる。すなわち、そのCDFは不連続な点でのみ増加し、不連続点と不連続点の間は一定である。このジャンプ不連続が起きる点はまさに、その確率変数がとりうる値に対応している。ジャンプ不連続点の数は有限または可算無限である。そのようなジャンプの位置は位相幾何学的に離散とは限らない。例えば、CDFが全ての有理数の位置でジャンプすることも考えられる。
以上から、離散確率分布はディラックのデルタ関数を使って確率密度関数を一般化したものとして表現することが多く、それによって連続分布と離散分布を統一的に扱うことができる。これは、連続部分と離散部分がある確率分布を扱う際に特に便利である。

## 確率変数の指示関数による表現
確率が 0 でない確率変数値を u0, u1, … とし、確率変数値に対応する事象を次のように表現する：
{\displaystyle \Omega _{i}=X^{-1}(\{u_{i}\})=\{\omega \in \Omega ;X(\omega )=u_{i}\},\,i=0,1,2,\cdots }
{Ωi}i は Ω の分割であるから、確率変数 X は次の式で表せる：
{\displaystyle X=\sum _{i}\alpha _{i}1_{\Omega _{i}}}
ここで {\displaystyle \alpha _{i}=\operatorname {P} (X=u_{i})} であり、1A は A の指示関数である。これを離散型確率変数の別の定義として使うこともできる。